# Mée
Pour les articles homonymes, voir Mée (homonymie).
Mée est une commune française, située dans le département de la Mayenne en région Pays de la Loire, peuplée de 230 habitants. Les habitants de Mée se nomment les Méens et les Méennes.
La commune fait partie de la province historique de l'Anjou (Haut-Anjou).

## Géographie

### Situation
| Pommerieux              | Pommerieux              | Ampoigné |
| Chérancé                | Mée                     | Ampoigné |
| Saint-Quentin-les-Anges | Saint-Quentin-les-Anges | Ampoigné |

La commune est située dans le sud du département de la Mayenne, dans ce que l'on appelle historiquement la Mayenne angevine, à environ 10 kilomètres de Craon et 13 kilomètres de Château-Gontier et de Segré ; elle se place approximativement au centre d'un triangle entre ces trois villes.

### Topographie

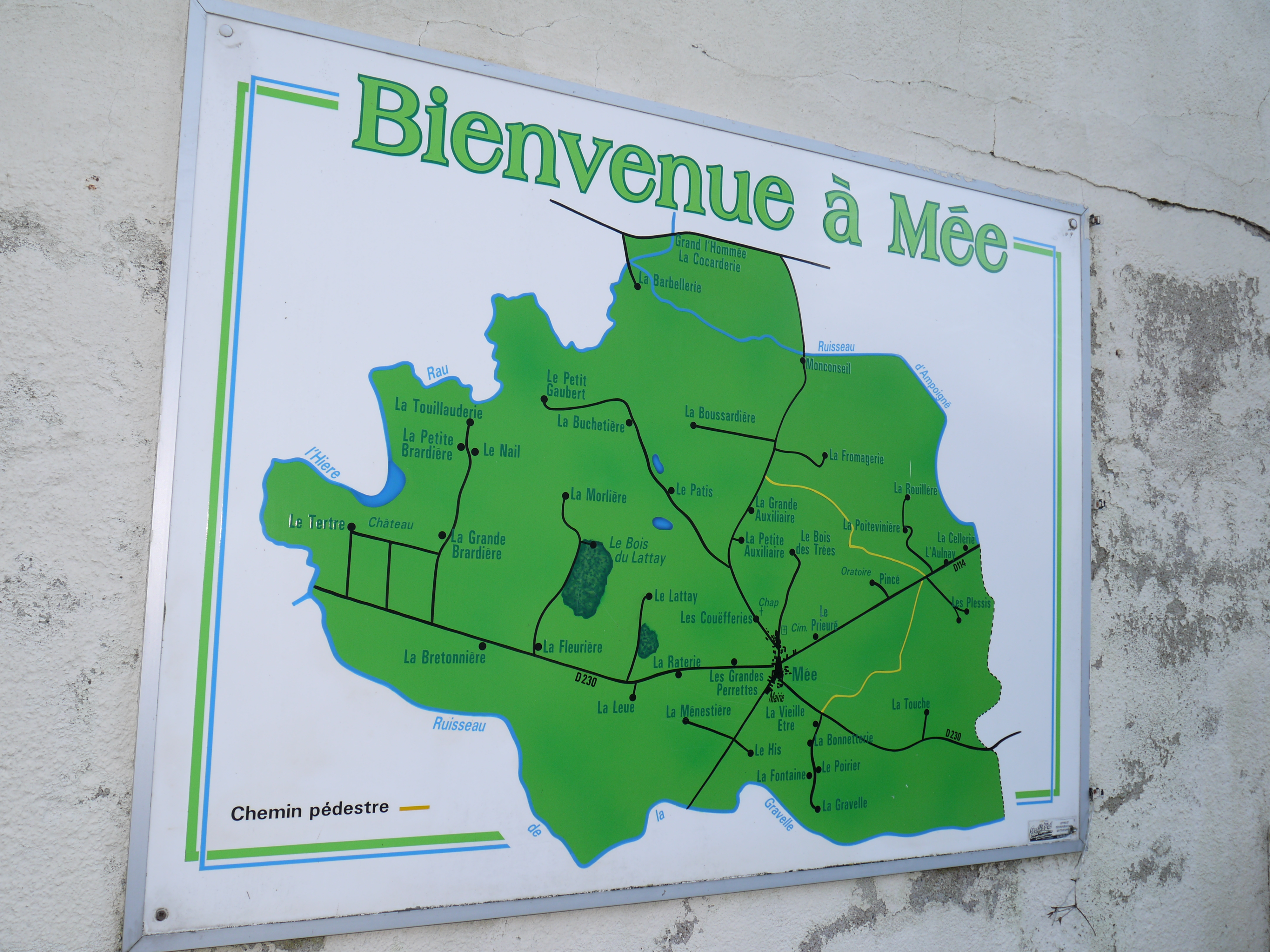
Lieux-dits de la commune.

Mée est une commune peu étendue, avec 875 hectares.
Elle est limitée à l'ouest par l'Hière, au sud par le ruisseau de la Gravelle, et au nord par le ruisseau d'Ampoigné. Le bourg se situe approximativement au sud-est du territoire de la commune, le reste étant composé principalement de fermes, champs et propriétés rurales.
L'altitude du territoire est peu élevée, son point culminant ne dépassant pas les 76 mètres.

### Climat
Pour des articles plus généraux, voir Climat des Pays de la Loire et Climat de la Mayenne.
En 2010, le climat de la commune est de type climat océanique altéré, selon une étude du CNRS s'appuyant sur une série de données couvrant la période 1971-2000. En 2020, Météo-France publie une typologie des climats de la France métropolitaine dans laquelle la commune est exposée à un climat océanique et est dans la région climatique  Bretagne orientale et méridionale, Pays nantais, Vendée, caractérisée par une faible pluviométrie en été et une bonne insolation. 
Pour la période 1971-2000, la température annuelle moyenne est de 11,6 °C, avec une amplitude thermique annuelle de 14 °C. Le cumul annuel moyen de précipitations est de 705 mm, avec 12,3 jours de précipitations en janvier et 6,8 jours en juillet. Pour la période 1991-2020, la température moyenne annuelle observée sur la station météorologique de Météo-France la plus proche, « Segré_sapc », sur la commune de Segré-en-Anjou Bleu à 12 km à vol d'oiseau, est de 12,8 °C et le cumul annuel moyen de précipitations est de 704,6 mm,. Pour l'avenir, les paramètres climatiques de la commune estimés pour 2050 selon différents scénarios d'émission de gaz à effet de serre sont consultables sur un site dédié publié par Météo-France en novembre 2022.

## Urbanisme

### Typologie
Au 1er janvier 2024, Mée est catégorisée commune rurale à habitat dispersé, selon la nouvelle grille communale de densité à sept niveaux définie par l'Insee en 2022.
Elle est située hors unité urbaine. Par ailleurs la commune fait partie de l'aire d'attraction de Château-Gontier-sur-Mayenne, dont elle est une commune de la couronne,. Cette aire, qui regroupe 19 communes, est catégorisée dans les aires de moins de 50 000 habitants,.

### Occupation des sols
L'occupation des sols de la commune, telle qu'elle ressort de la base de données européenne d’occupation biophysique des sols Corine Land Cover (CLC), est marquée par l'importance des territoires agricoles (100 % en 2018), une proportion identique à celle de 1990 (100 %). La répartition détaillée en 2018 est la suivante : 
terres arables (54,6 %), prairies (39,7 %), cultures permanentes (5,7 %). L'évolution de l’occupation des sols de la commune et de ses infrastructures peut être observée sur les différentes représentations cartographiques du territoire : la carte de Cassini (XVIIIe siècle), la carte d'état-major (1820-1866) et les cartes ou photos aériennes de l'IGN pour la période actuelle (1950 à aujourd'hui).

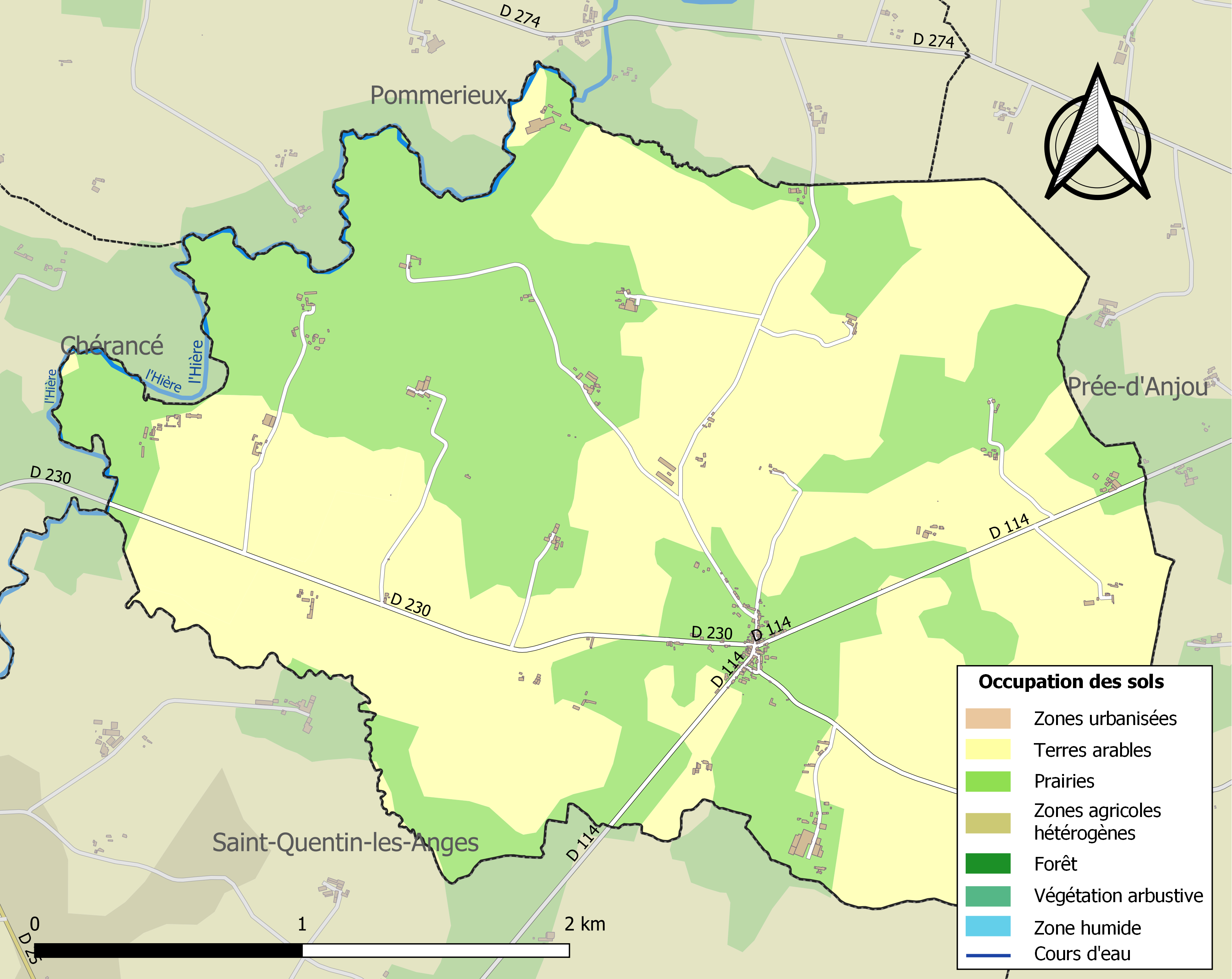
Carte des infrastructures et de l'occupation des sols de la commune en 2018 (CLC).

## Toponymie
Mentionnée pour la première fois sous le nom d'Ecclesia de Modiis en 1292, la commune s'est successivement appelée La Ville de Mées en 1415, Saint-Pierre-de-Mées en 1487, et enfin Mées en 1535. Contrairement à un usage répandu, son nom est passé du pluriel au singulier vers 1650.

## Histoire
Sous l’Ancien Régime, la commune faisait partie du fief de la baronnie angevine de Craon, dépendait de la sénéchaussée principale d'Angers et du pays d'élection de Château-Gontier.
En 1635 était recensé sur le territoire de la commune un fonds plutôt médiocre, comprenant 350 arpents en terre labourable, 165 en pâture, 85 en prés, 216 en bois, 8 en métairies et 214 en « landes et terres ingrates. »
La principale ressource de la commune n'a été pendant longtemps que les châtaigniers. On y comptait 54 fermes en 1853.

## Politique et administration
| Période    | Période   | Identité                       | Étiquette | Qualité     |
| ---------- | --------- | ------------------------------ | --------- | ----------- |
| avant 1995 | 1995      | Yves-Christian de Gouttepagnon | DVD       |             |
| 1995       | mars 2008 | Roger Alléard                  |           | Agriculteur |
| mars 2008  | En cours  | Alain Bahier                   | SE        | Agriculteur |

## Population et société

### Démographie
L'évolution du nombre d'habitants est connue à travers les recensements de la population effectués dans la commune depuis 1793. Pour les communes de moins de 10 000 habitants, une enquête de recensement portant sur toute la population est réalisée tous les cinq ans, les populations de référence des années intermédiaires étant quant à elles estimées par interpolation ou extrapolation. Pour la commune, le premier recensement exhaustif entrant dans le cadre du nouveau dispositif a été réalisé en 2007.
En 2022, la commune comptait 230 habitants, en évolution de +4,07 % par rapport à 2016 (Mayenne : −0,73 %, France hors Mayotte : +2,11 %).
| 1793 | 1800 | 1806 | 1821 | 1831 | 1836 | 1841 | 1846 | 1851 |
| ---- | ---- | ---- | ---- | ---- | ---- | ---- | ---- | ---- |
| 565  | 400  | 518  | 530  | 532  | 534  | 542  | 533  | 528  |

| 1856 | 1861 | 1866 | 1872 | 1876 | 1881 | 1886 | 1891 | 1896 |
| ---- | ---- | ---- | ---- | ---- | ---- | ---- | ---- | ---- |
| 535  | 504  | 470  | 454  | 445  | 414  | 429  | 429  | 431  |

| 1901 | 1906 | 1911 | 1921 | 1926 | 1931 | 1936 | 1946 | 1954 |
| ---- | ---- | ---- | ---- | ---- | ---- | ---- | ---- | ---- |
| 419  | 403  | 393  | 358  | 339  | 353  | 350  | 360  | 334  |

| 1962 | 1968 | 1975 | 1982 | 1990 | 1999 | 2006 | 2007 | 2012 |
| ---- | ---- | ---- | ---- | ---- | ---- | ---- | ---- | ---- |
| 298  | 289  | 240  | 213  | 164  | 171  | 192  | 195  | 208  |

| 2017 | 2022 | - | - | - | - | - | - | - |
| ---- | ---- | - | - | - | - | - | - | - |
| 226  | 230  | - | - | - | - | - | - | - |

## Culture locale et patrimoine

### Lieux et monuments
- Église Saint-Pierre ;

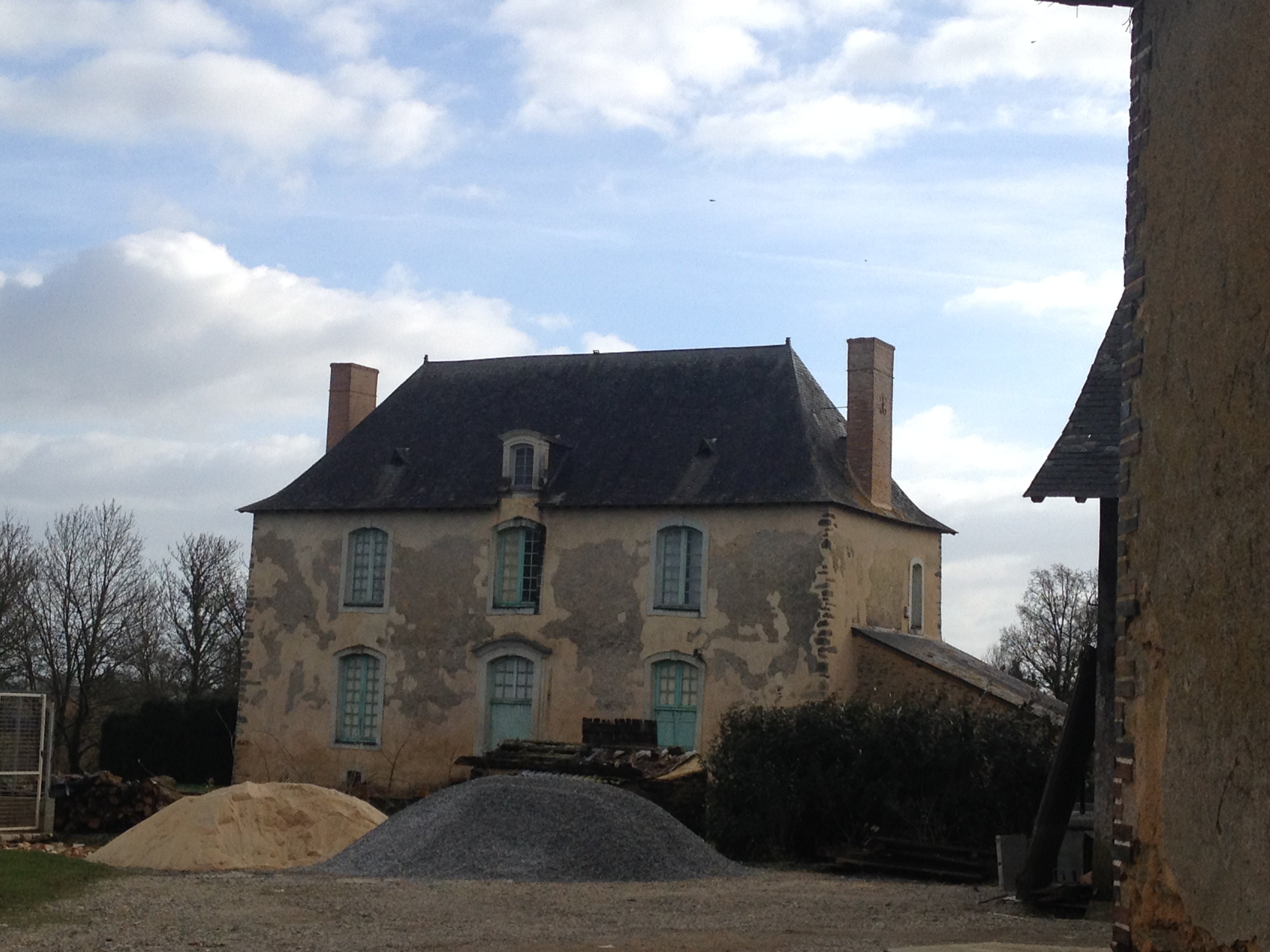
Ancien prieuré génovéfain.

- Prieuré génovéfain, daté du XVIIe siècle et protégé par une inscription au titre des Monuments historiques par arrêté du 24 décembre 1990[21] ;
- Oratoire de Pincé ;
- Ferme de Monconseil.

### Personnalités liées à la commune
- Famille de Quatrebarbes.